# Carhaix-Plouguer
Carhaix-Plouguer er en kommune i Finistère departementet i Bretagne i det nordvestlige Frankrig.